# Cattolica
Cattolica – miasto i gmina we Włoszech, w regionie Emilia-Romania, w prowincji Rimini.
Urodziła się tutaj Mia Jerkov, chorwacka siatkarka.

## Demografia
Według danych na  styczeń 2014 r. gminę zamieszkiwało 17 077 osób a gęstość zaludnienia wynosiła 2 777,5 os./km².

## Sport
W miejscowości siedzibę ma klub piłkarski Cattolica Calcio.

## Miasta partnerskie
- Cortina d'Ampezzo, Włochy
- Debreczyn, Węgry
- Hodonín, Czechy
- Saint-Dié-des-Vosges, Francja
- Faches-Thumesnil, Francja